# Hemerotrecha denticulata
Hemerotrecha denticulata es una especie de arácnido  del orden Solifugae de la familia Eremobatidae.

## Distribución geográfica
Se encuentra en Canadá y Estados Unidos.